# Nyord
Nyord ist eine dänische Insel nördlich der Insel Møn an der Steger Bucht gelegen. Die Insel ist 3,8 km lang und 2,3 km breit und hat 43 Einwohner (1. Januar 2023) bei einer Fläche von 4,99 km². An der Südküste verfügt die Insel über einen kleinen Bootshafen. Seit 1968 ist die Insel über einen Damm mit einer Brücke mit der Halbinsel Ulvshale auf Møn verbunden.
Die Insel bildet eine eigene Kirchspielsgemeinde, Nyord Sogn, die bis 1970 zur Harde Mønbo Herred im damaligen Præstø Amt gehörte, danach zur Møn Kommune im damaligen Storstrøms Amt, die mit der Kommunalreform zum 1. Januar 2007 in der Vordingborg Kommune in der Region Sjælland aufgegangen ist.